# Pierpaolo Ficara
Pierpaolo Ficara (Syracuse, 16 februari 1991) is een Italiaans voormalig wielrenner.

## Carrière
In 2016 werd Ficara onder meer zeventiende in de Grote Prijs van de Etruskische Kust en vierde in de Ronde van de Apennijnen. Een jaar later behaalde hij, in de Eritrese Fenkil Northern Red Sea Challenge, zijn eerste UCI-overwinning: in Ghinda versloeg hij de thuisrijders Zemenfes Solomon en Mehari Tesfatsion in een sprint bergop. Een maand later won hij de eerste etappe in de Ronde van Albanië, waar hij de snelste was van een kopgroep van vier. Na vijf etappes eindigde hij, met een achterstand van 29 seconden op winnaar Francesco Manuel Bongiorno, als tweede in het algemeen klassement. Wel schreef hij, met vijf punten voorsprong op Paolo Totò, het puntenklassement op zijn naam. Eind mei won hij de laatste etappe van de tweedaagse Ronde van de Jura, waardoor hij van de dertigste naar de vierde plek in het algemeen klassement steeg.

## Overwinningen
2017
Fenkil Northern Red Sea Challenge
1e etappe Ronde van Albanië
Puntenklassement Ronde van Albanië
2e etappe Ronde van de Jura
2018
Bergklassement Ronde van Almaty

## Ploegen
- 2016 –  Amore & Vita-Selle SMP
- 2017 –  Amore & Vita-Selle SMP presented by Fondriest
- 2018 –  Amore & Vita-Prodir
- 2019 –  Amore & Vita-Prodir
- 2020 –  Team Sapura Cycling
- 2021 –  Team Sapura Cycling

Bani · Celano · Ficara · Fredjoek · Gavazzi · Halilaj · Hishinuma · Kogoet · Lunardon · Manko · Martins · Movtsjan · Ponomarenko · Rjaposov · Tarkovski · Zamparella
Banushi · Bernardinetti · Celano · Elorza · Ficara · Galarreta · Grembi · Halilaj · Jovtsjev · Martins · Miralles · Mukaj · Sufa · Velia · Zamparella · Zmorka · Covili (stagiair) · Mancini (stagiair)
Banushi · Bernardinetti · Bogdanovičs · Ficara · Freuler · Gabburo · Grembi · Nika · Stüssi · Al. Sufa · Ar. Sufa · Trosino · Yustre · Zullo